# Permeabilitet (hydrodynamik)
 For alternative betydninger, se Permeabilitet. (Se også artikler, som begynder med Permeabilitet)
Permeabilitet (κ, eller k) anvendes inden for naturvidenskaben, særligt indenfor hydrogeologien og reservoirgeologien, som et mål for et materiales (porøst medium) evne til at transportere et fluid (vand, gas, olie).
Permeabilitet for et porøst medie er:
{\displaystyle {\kappa }_{I}=C\cdot d^{2}}
hvor
{\displaystyle {\kappa }_{I}} er permeabilitet [L²]
{\displaystyle C} er en ubenævnt konstant som er relateret til konfigurationen af strømningsveje
{\displaystyle d} er den gennemsnitlige eller effektive porediameter [L]
Permeabilitet måles, enten direkte (ved hjælp af Darcys lov) eller ved empirisk estimering.
Normalt er permeabiliten i grundlæggende SI-enheder i meter². I farmakokinetikken er permeabiliteten nogle gange opgivet som centimeter².
Indenfor hydrogeologien anvendes almindeligvis hydraulisk konduktivitet kf.
Indenfor reservoirgeologien måles permeabiliteten typisk i darcy (D), eller mere almindeligt millidarcy (mD) (1 darcy {\displaystyle \approx }10−12m²).